# بدترین شیطان
بدترین شیطان (کره‌ای: 최악의 악) یک مجموعه تلویزیونی اینترنتی کره جنوبی سال ۲۰۲۳ با بازی جی چانگ ووک، وی ها جون و ایم سه-می است. این مجموعه از ۲۷ سپتامبر ۲۰۲۳ ساعت ۱۶:۰۰ (کی‌اس‌تی) در دیزنی پلاس منتشر شد.

## خلاصه داستان
بدترین شیطان در دههٔ ۱۹۹۰ واقع شده‌است و داستان بازرس‌های مخفی پلیس را روایت می‌کند که به یک سازمان جنایتکار بزرگ که مسئول تجارت غیرقانونی مواد مخدر میان کره، چین و ژاپن است، نفوذ می‌کنند.

## بازیگران
- جی چانگ ووک در نقش پارک جون مو

یک افسر پلیس.
- وی ها جون در نقش جونگ گی چول

لیدر یک سازمان جنایتکار.
- ایم سه-می در نقش یو یی جونگ

همسر پارک جون مو و یک افسر مواد مخدر.
- بی‌بی در نقش هه ریون

توزیع کننده کلیدی یک کارخانه مواد مخدر در چین که برای تجارت با گی چول به کره آمد.

## تولید
تصویربرداری اصلی در ۲۴ اوت ۲۰۲۲ آغاز شد و در ۲۸ آوریل ۲۰۲۳ به پایان رسید.